# 上地町 (岡崎市)
上地町（うえじちょう）は、愛知県岡崎市岡崎地区の町名。丁番を持たない単独町名であり、21の小字が設置されている。

## 地理
岡崎市南部に位置する。

### 小字
| - 字赤菱（あかびし） - 字荒井（あらい） - 字大池（おおいけ） - 字貝口（かいぐち） - 字久後原（くごはら） - 字下丸池（しもまるいけ） - 字下屋敷（しもやしき） | - 字新佐原（しんざわら） - 字上明寺（じょうみょうじ） - 字道ノ後（どうのうしろ） - 字中阿原（なかあわら） - 字中野（なかの） - 字西田（にしだ） - 字宝六（ほうろく） | - 字棒振（ぼうふり） - 字前阿原（まえあわら） - 字馬出し（まだし） - 字丸根（まるね） - 字宮脇（みやわき） - 字向山（むかいやま） - 字薬師（やくし） |

## 世帯数と人口
2019年（令和元年）5月1日現在の世帯数と人口は以下の通りである。
| 町丁   | 世帯数  | 人口    |
| ------ | ------- | ------- |
| 上地町 | 711世帯 | 1,712人 |

### 人口の変遷
国勢調査による人口の推移
| 1995年（平成7年）  | 1,283人 | [ 5 ] |  |
| 2000年（平成12年） | 1,415人 | [ 6 ] |  |
| 2005年（平成17年） | 1,442人 | [ 7 ] |  |
| 2010年（平成22年） | 1,475人 | [ 8 ] |  |
| 2015年（平成27年） | 1,572人 | [ 9 ] |  |

## 学区
市立小・中学校に通う場合、学区は以下の通りとなる。
| 番・番地等 | 小学校             | 中学校             | 高等学校 |
| ---------- | ------------------ | ------------------ | -------- |
| 全域       | 岡崎市立福岡小学校 | 岡崎市立福岡中学校 | 三河学区 |

## 歴史
額田郡上地村を前身とする。明治初年時点では豊橋藩領であった。

### 町名の由来
かつて西部に存在した菱池沼に対して台地上にあたる地域だったことによるとされる。

### 沿革
- 1875年（明治8年）10月20日 - 上地村と大谷村が合併し、上地村となる[12]。
- 1889年（明治22年）10月1日 - 町村制施行。福岡村と合併し、福岡村大字上地となる[12]。
- 1893年（明治26年）11月8日 - 町制施行に伴い、福岡町大字上地となる[12]。
- 1955年（昭和30年）2月1日 - 岡崎市へ編入し、同市上地町となる[13]。
- 1980年（昭和55年）7月31日 - 一部が若松東一～三丁目となる[13][14]。
- 1986年（昭和61年）11月13日 - 一部が緑丘一～二丁目となる[13][14]。
- 1990年（平成2年）5月23日 - 一部が上地一～六丁目となる[13][14]。

## 交通

### 道路
- 愛知県道326号桑谷柱線
  - 緑丘通り
- 愛知県道327号市場福岡線
  - 藤川街道
  - 土呂本通り
- 愛知県道372号大塚国府線
- 愛知県道483号岡崎幸田線

### 鉄道
- JR東海道本線
  - 通過するのみである

## 施設

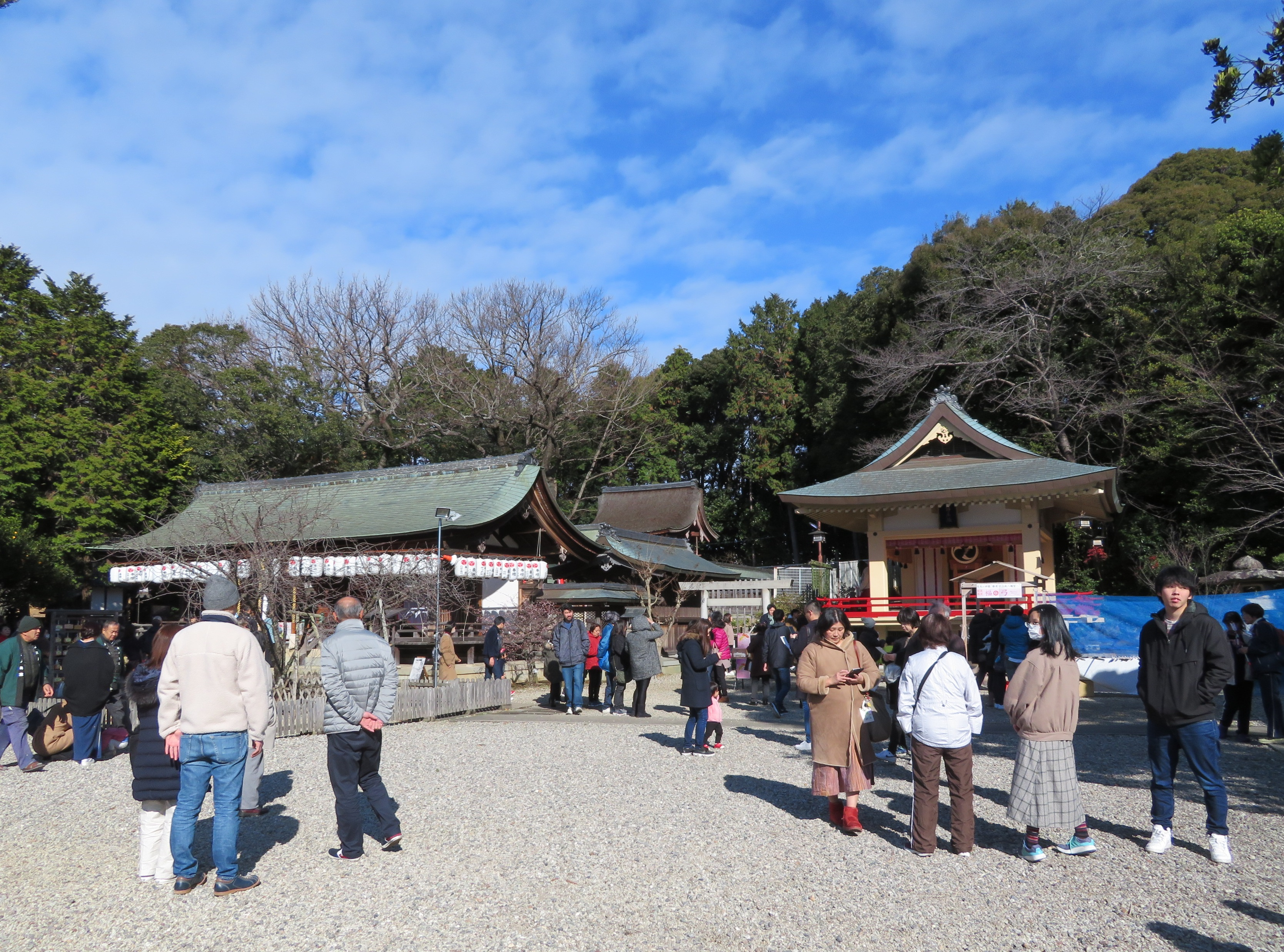
上地八幡宮

- 上地八幡宮
- 願成寺
- 貴船神社
- 岡崎警察署上地駐在所
- 岡崎市立福岡保育園
- JAあいち三河 福岡支店

## その他

### 日本郵便
- 郵便番号 : 444-0824[3]（集配局：岡崎郵便局[15]）。

## 参考資料
- 「角川日本地名大辞典」編纂委員会 編『角川日本地名大辞典 23 愛知県』角川書店、1989年3月8日。ISBN 4-04-001230-5。
- 有限会社平凡社地方資料センター 編『日本歴史地名大系第23巻 愛知県の地名』平凡社、1981年。ISBN 4-582-49023-9。
- 新編岡崎市史編さん委員会 編『新編岡崎市史 総集編 20』1993年。